# Cuco-bronzeado-menor
Cuco-de-klaas, cuco-verde-branco  ou Cuco-bronzeado-menor (Chrysococcyx klaas) é uma espécie de cucos da família Cuculidae.
Pode ser encontrada nos seguintes países: Angola, Benin, Botswana, Burkina Faso, Burundi, Camarões, República Centro-Africana, Chade, República do Congo, República Democrática do Congo, Costa do Marfim, Guiné Equatorial, Eritreia, Etiópia, Gabão, Gambia, Gana, Guiné, Guiné-Bissau, Quénia, Libéria, Malawi, Mali, Mauritânia, Moçambique, Namíbia, Nigéria, Ruanda, São Tomé e Príncipe, Senegal, Serra Leoa, Somália, África do Sul, Sudão, Suazilândia, Tanzânia, Togo, Uganda, Iémen, Zâmbia e Zimbabwe.